# Christian Gottlieb Geyser
Pour les articles homonymes, voir Geyser (homonymie).
Christian Gottlieb Geyser (né le 20 août 1742 à Görlitz et mort le 24 mars 1803 à Eutritzsch) est un peintre et graveur allemand.

## Biographie
Professeur à l'Académie de Leipzig, on lui doit des estampes à la pointe.

## Œuvres
- Portrait de Heinrich Gottfried Bauer
- Portrait de Matthäus Donner
- Portrait de Johann Christian Schubart
- Portrait de Georg Friedrich Seiler

Il exécute aussi des paysages d'après Pieter Wouwerman et, entre autres, les vignettes du Virgile de Christian Gottlob Heyne. 